# 恩古雷湖
57°16′N 23°06′E / 57.267°N 23.100°E

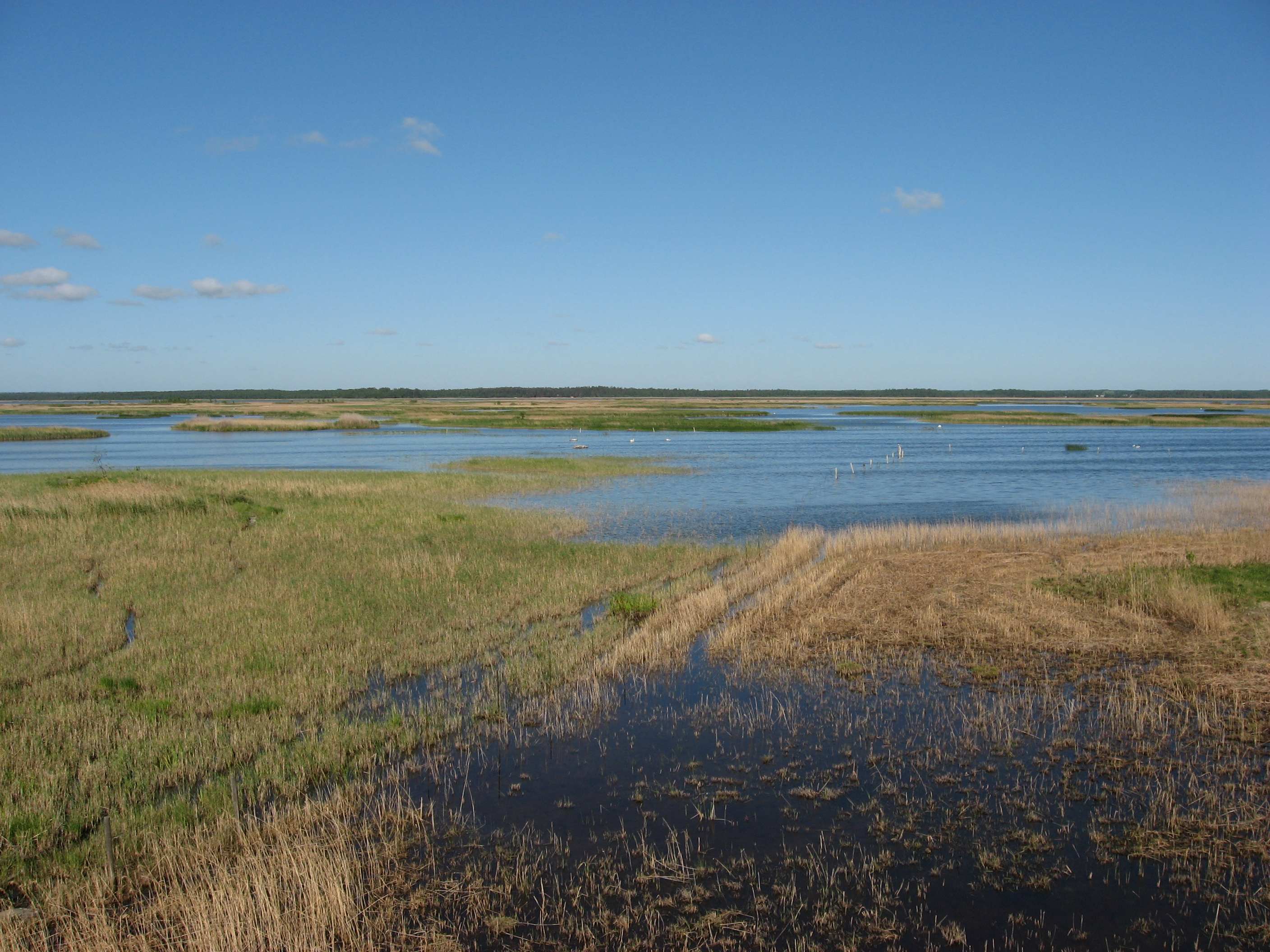
恩古雷湖

恩古雷湖（拉脫維亞語：Engures ezers）是拉脫維亞面積第三大的湖泊，位於該國西部塔爾西市鎮内，長17.9公里、寬4.4公里，面積40.46平方公里，集水區面積644平方公里，海拔高度3.2米，平均水深0.4米，最大水深2.1米，湖中有9個島嶼，1995年被列入國際重要濕地名錄。

## 外部連結
- （拉脱维亚文） Nature Conservation Plan for Nature Park "Lake Engure"
- （拉脱维亚文） www.ezeri.lv database